# Piotr Woroniec

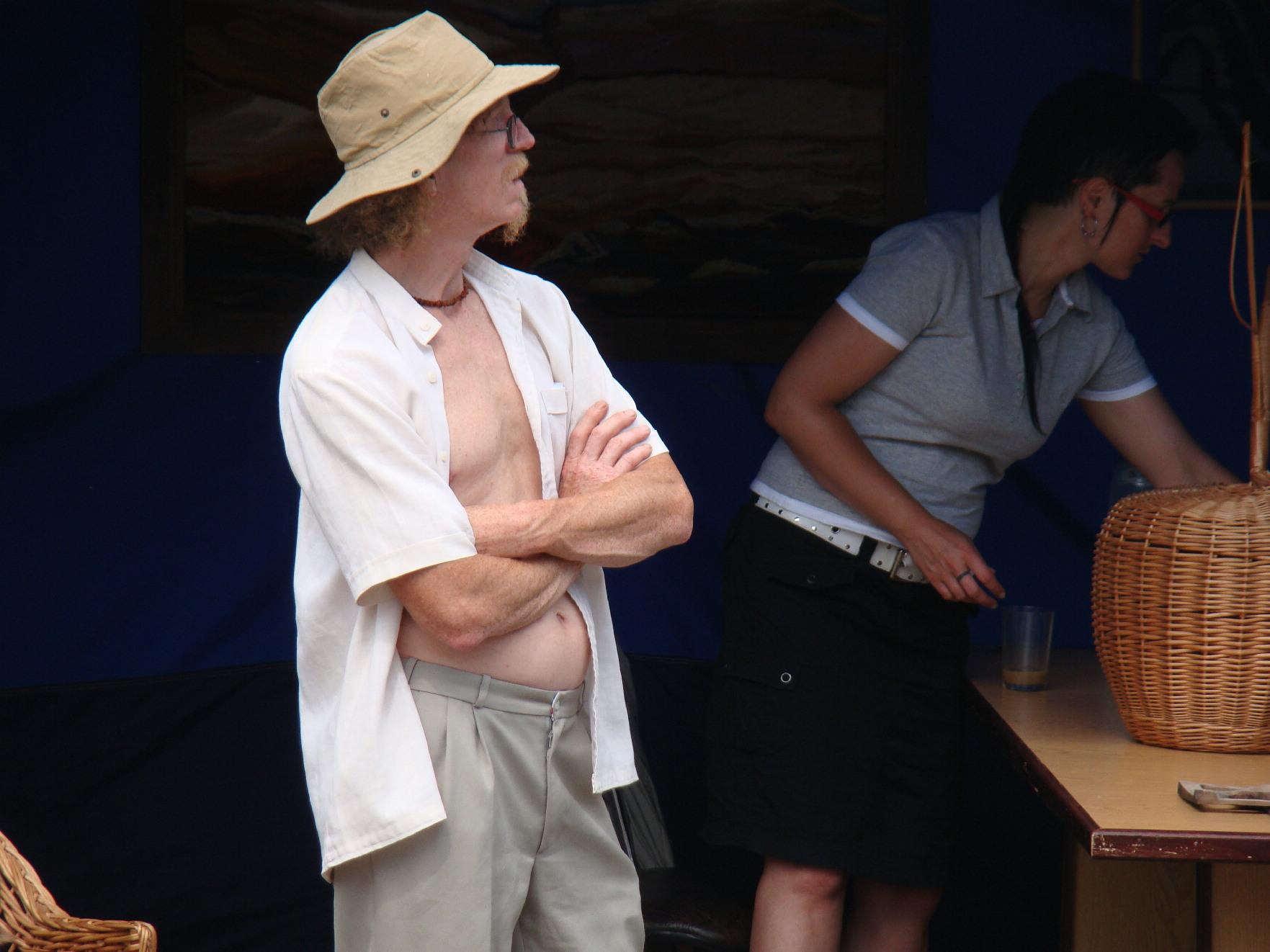
Piotr Woroniec, Bukowsko 2009

Piotr Woroniec (ur. 14 lutego 1955 w Giżycku) – polski rzeźbiarz.
Absolwent Uniwersytetu Ludowego we Wzdowie (obecnie w Woli Sękowej). Studiował polonistykę w Wyższej Szkole Pedagogicznej w Olsztynie i Wyższej Szkole Pedagogicznej w Rzeszowie. W latach 1992–99 asystent scenografa w Teatrze Kreatur w Berlinie. Podstawowym materiałem twórczym Worońca jest drewno, które łączy z fragmentami metalowych części, włóknami, skórą, kamieniami. Jego prace wystawiane są w Polsce, jak również poza granicami kraju.

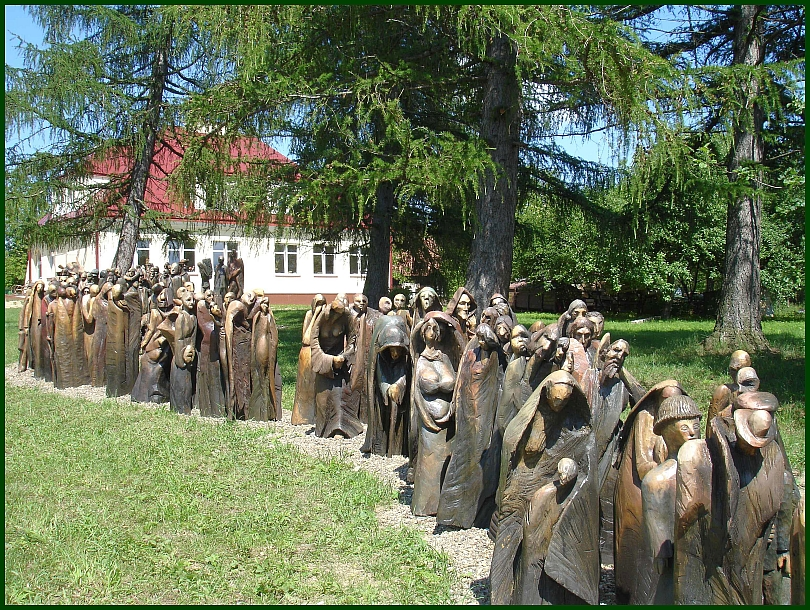
Exodus, Wola Sękowa – wspólne dzieło artystów z Polski, Niemiec i Ukrainy pod kier. artystycznym Piotra Worońca

Członek Związku Polskich Artystów Plastyków. Mieszka i tworzy w Brzozowie.

## Wystawy
- 1986 - Brzozów
- 1989 - Mielec, Krosno
- 1992 - Kraków, Krefeld i Düsseldorf (Niemcy), Florencja (Włochy)
- 1990 - Kraków
- 1993 - Kraków, Norymberga (Niemcy)
- 1995 - Krosno, Kraków, Rzeszów
- 1996 - Lipsk (Niemcy), Rzeszów
- 1997 - Częstochowa, Krosno, Dijon (Francja)
- 1998 - Kopenhaga i Odense (Dania), Kraków, Rzeszów
- 1999 - Przemyśl, Nakke Nord i Køge (Dania), Clark Ny (USA)
- 2000 - Rzeszów
- 2001 - Krosno, Krasiczyn, Rzeszów